# Білик Анатолій Григорович
Білик Анатолій Григорович (нар. 19 квітня 1951 року, Шелепухи Черкаського району на Черкащині) — український політик.

## Біографія
Після закінчення школи працював водієм, служив в армії. 

### Освіта
Закінчив Дніпропетровський сільськогосподарський інститут. 

### Кар'єра
Очолював бригадну партійну організацію в колективному господарстві, був інструктором райкому Комуністичної Партії України, 10 років працював головою колгоспу. 
Керував районним управлінням сільського господарства, районним агропромисловим об'єднанням.

### Політична діяльність
З 1992 року призначений представником Президента в Новомосковському районі на Дніпропетровщині. 
Працював головою районної ради, районної державної адміністрації, заступником голови обласної ради. Тричі обирався депутатом обласної ради.
З 12 травня 1998 по 14 травня 2002 роки — Народний депутат України 3-го скликання, обраний по виборчому округу № 38, Дніпропетровська область.
Партійність (на момент виборів): Всеукраїнське об'єднання «Громада»
Освіта: вища
Спеціальність: вчений-агроном
Попереднє місце роботи: Заступник Голови обласної ради Дніпропетровської області.
Комітет : Комітет з питань молодіжної політики, фізичної культури, спорту і туризму 
Посада в комітеті: Член Комітету 
Фракція : Фракція партії «Єдність»
Після закінчення каденції парламентарія був директором СТОВ «Злагода», першим заступником голови правління ДАК «Хліб України». З березня 2008 року призначений на посаду начальника Головної державної інспекції з карантину рослин України.

## Нагороди та звання
- Присвоєно почесне звання «Заслужений працівник сільського господарства України».
- Нагороджений орденом «За заслуги» ІІІ ступеню;
- Кандидат сільськогосподарських наук.
- Орденом «Знак Пошани».